# Dipterocarpus hispidus
Dipterocarpus hispidus là một loài thực vật có hoa trong họ Dầu. Loài này được Thwaites mô tả khoa học đầu tiên năm 1858.